# Gustave Bauer
Gustave George Bauer (né le 3 avril 1884 à Newark (États-Unis) et mort le 15 février 1947) est un lutteur sportif américain.

## Biographie
Gustave Bauer obtient une médaille d'argent olympique, en 1904 à Saint Louis en poids mouches.